# 南奥格登 (犹他州)
南奥格登（英文：South Ogden），是美国犹他州韦伯县下属的一座城市。建市于 1848年，面积大约为3.69平方英里（9.6平方公里），海拔约为4,449英尺（1,356米）。根据2010年美国人口普查，该市有人口16,532人。